# Алі ібн Муса
Алі ібн Муса аль-Ріда — 8-й імамітський імам. Нащадок пророка Мухаммеда і Алі ібн Абі Таліба. Алі ібн Муса був одним з найвизначніших знавців Корану. Був також відомим як блискучий полеміст. Жив у Медині. Найвідоміший під перським іменем Імам Реза. Дуже шанований в Ірані. Похований у місті Мешхед, його мавзолей є місцем масового паломництва в Ірані

## Біографія

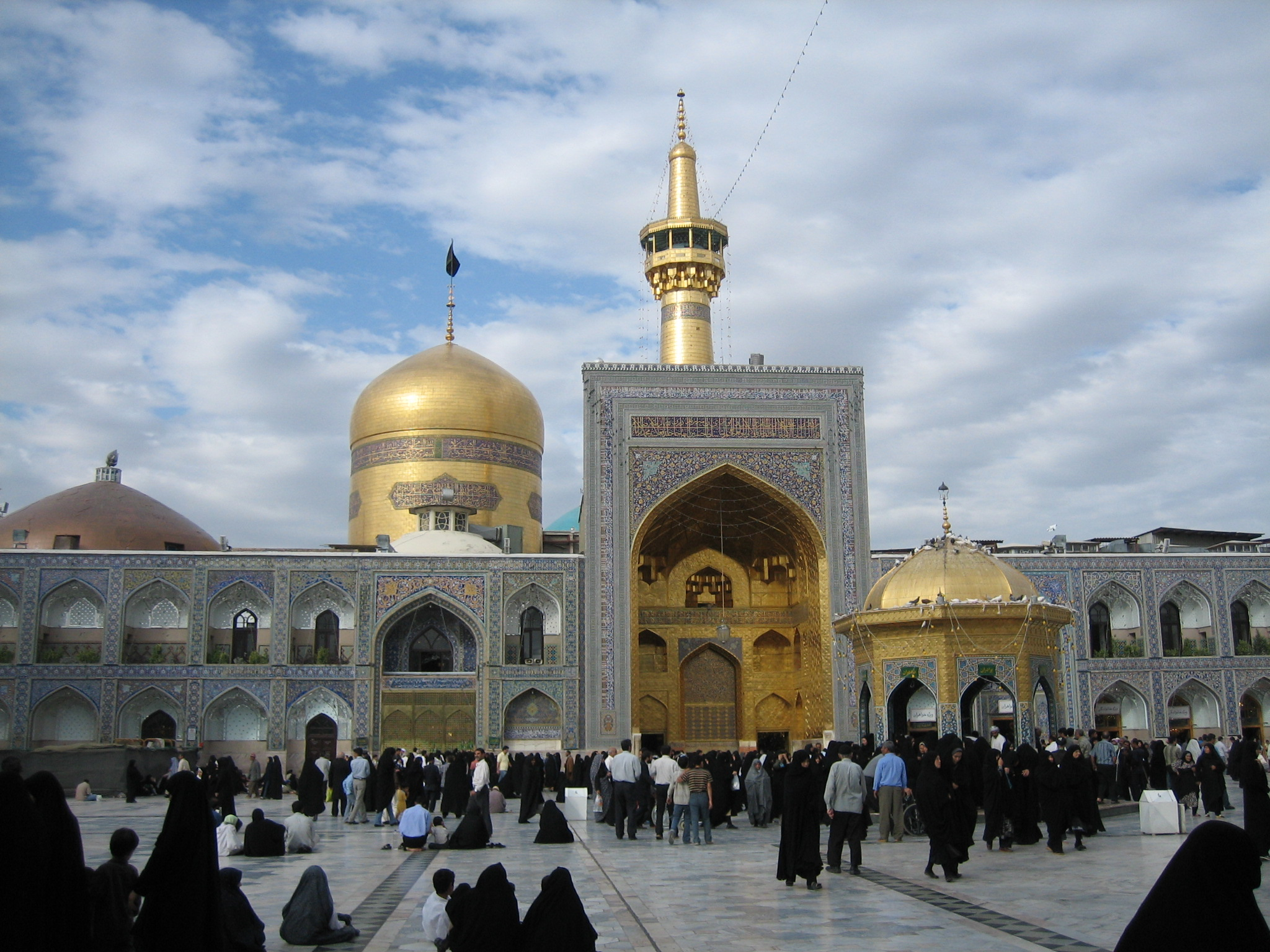
Мавзолей Імама Рези в Мешхеді (Іран)

Батьком Алі ібн Муси був 7-й імамітський імам Муса ібн Джафар (імам Казим). Імаміти вважають, що Алі ібн Муса став імамом у віці 36 років.
Халіф Аль-Мамун (813—833) спочатку проводив політику на зближення з Алідами. Для цього він запросив Алі ібн Мусу (імама Резу) з Медини до своєї резиденції в Мерві. Він навіть оголосив його своїм наступником. Дочка Аль-Мамуна була дружиною за Алі ібн Муси, а свою другу дочку він видав за його сина Мухаммеда ібн Алі.
Одначе пізніше, проти політики халіфа виступили інші представники Аббасидів, які навіть намагались усунути халіфа Аль-Мамуна від влади, проголосивши у Багдаді халіфом його дядька Ібрагіма ібн аль-Махді. Ці події змусили Аль-Мамуна терміново виїхати до Багдада. Він взяв з собою і Алі ібн Мусу, та той помер дорогою у місті Тус. Є припущення, що він був вбитий за наказом Аль-Мамуна

## Висловлювання імама Рези
|  | Поклоніння Богові не залежить віл кількості здійснених молитов і дотримання посту, богослужіння і поклоніння вимагає, щоб людина була думаючою і думала про обов’язки своєї релігії та свої обов’язки, за будь-яких умов могла б визначити своє завдання і старалась виконати його Чистота — моральна якість божественних пророків Уповання і довіра до Аллаха означає, щоб людина не боялася нікого, окрім Господа всевишнього |